# Particulă modală
În lingvistică, particula modală este o specie de particulă cu funcția principală de a indica atitudinea afectivă, volitivă sau de evaluare a vorbitorului (funcție modală). Ea poate avea de asemenea funcția de a exprima reacția vorbitorului la situația de comunicare, de a organiza interacțiunea interlocutorilor (funcție pragmatică).

## Locul particulei modale în cercetarea lingvistică
Nepotrivindu-se în sistemul tradițional al părților de vorbire, particulele modale au fost multă vreme ignorate, ba chiar socotite dubioase din punct de vedere stilistic și nerecomandate. Abia în anii 1960 au început să fie studiate mai profund de către lingviști ruși și germani, în urma unei orientări tot mai pragmatice în lingvistică.
În unele limbi, precum rusa, daneza, germana și olandeza, particulele modale ocupă un loc important în comunicarea orală. Alte limbi, bunăoară franceza, sunt mai sărace în asemenea elemente. Și de acest fapt depinde măsura în care se ocupă de ele lingvistica diferitelor limbi.
Particula în general este tratată ca o parte de vorbire aparte în gramatici ale unor limbi ca germana, maghiara sau cele din diasistemul slav de centru-sud (sârbă, croată etc.), iar particula modală este prezentă ca o subclasă a particulei în unele gramatici. În gramatici uzuale ale limbii franceze sau ale limbii române nu se operează cu această noțiune. Totuși, unii lingviști francezi se ocupă în oarecare măsură de ea.

## Originea particulelor modale
Particulele modale provin în general prin conversiune din alte părți de vorbire, care în majoritatea cazurilor se folosesc în continuare și în calitatea lor originară:
- adverb → particulă modală:

fr  Je suis bien à Paris „Mă simt bine la Paris” → Il part bien demain? „Într-adevăr pleacă mâine?”;
hu  Péter egyszerűen oldotta meg a feladatot „Péter a rezolvat simplu problema” → Péter egyszerűen megoldotta a feladatot „Pur și simplu, Péter a rezolvat problema”;
- conjuncție → particulă modală:

de  Er kommt, aber sein Vater ist verhindert „El vine, dar tatăl său nu poate veni” → Die werden aber staunen! „Ce-o să se mai mire ăia!”;
fr  Je pense, donc je suis „Gândesc, deci exist” → Taisez-vous donc à la fin! „Taci odată, ce naiba!”;
hr  Nije se čuvao, pa se razbolio „N-a avut grijă și s-a îmbolnăvit” → Pa to nije moguće! „Păi asta nu e posibil!”;
hu  Esik az eső, hát maradjunk itthon „Plouă, deci să rămânem acasă” → Hát láttál már ilyet? „Ai mai văzut tu așa ceva?”.
Unele cuvinte din altă clasă au evoluat într-o formă specifică pentru calitatea de particulă. Este cazul, în maghiară, al verbului hagy „a lăsa”, a cărui formă de imperativ, persoana a doua singular, hagyd, are și o formă specializată ca particulă, hadd: Hadd repüljön el! „Las’ să zboare!”. Altă particulă, lám, provine de la verbul lássam „să văd”: Lám, hát mégis eljött „Uite că a venit totuși”.
În fine, există și particule modale cărora nu li se cunoaște corespondent în altă clasă. Astfel este, în diasistemul slav de centru-sud, particula interogativă li, moștenită din limba proto-slavă.

## Categorisirea și caracteristicile particulei modale
Lingvista maghiară Nóra Kugler clasifică particulele modale, pe care le numește modal-pragmatice, în două subclase. Particulele din ambele se caracterizează prin faptul că nu reprezintă realități, prin urmare, deși pot apărea în propoziții interogative, nu pot răspunde la nicio întrebare și nu pot fi negate.
Una dintre categoriile de particule modal-pragmatice este cea a indicatoarelor de valori modale de bază. Acestea sunt:
- interogația totală:

sr  Dolaziš li sutra? „Vii mâine?”;
hu  Akkor holnap találkozunk, ugye? „Atunci mâine ne întâlnim, așa-i?”;
- dorința:

sr  Samo da mi se on vrati! „De s-ar întoarce la mine!”;
hu  Bárcsak itt lennél! „O! De-ai fi aici!”;
- cererea/acordarea unei concesii:

hr  Neka dođe tko hoće „Las’ să vină cine o vrea”;
hu  Hadd repüljön el! „Las’ să zboare!”.
Această categorie de particule poate apărea numai în anumite tipuri de propoziții: interogative (prima subcategorie), respectiv exclamative (ultimele două subcategorii).
Cealaltă categorie de particule modal-pragmatice cuprinde unele numite „de nuanțare”, care indică valori modale suplimentare, uneori întrepătrunse:
- întărirea unei afirmații sau a unei întrebări:

fr  Il part bien demain? „Într-adevăr pleacă mâine?”;
de  – Wir können keine Kinder haben. – Warum denn das nicht? „– Nu putem avea copii. – Păi de ce?”;
hu  Hallottam ám a dologról! „Am auzit eu de treaba asta!”;
hr  Putovao je čak u Kinu „A călătorit chiar și în China”;
- atenuarea unei afirmații:

hu  Neki ugyan mondhatod „Lui/Ei poți să-i tot spui”;
- limitare:

hu  Éppenséggel ez is elképzelhető „Eventual putem să ne închipuim și așa ceva”;
sr  Samo ti možeš da mi pomogneš „Numai tu mă poți ajuta”;
- voință, sentimente:

de  Geh schon und frage nicht so viel! „Du-te odată și nu mai întreba atâta!”;
hu  Gyere már! „Vino odată!”.
Astfel de particule pot fi și reacții directe la situația de comunicare. Sensul lor este identic cu funcția pragmatică, depinzând de situație:
- menținerea contactului în comunicare:

hu  Mondd csak! „Spune, te ascult!”;
- corectare:

hu  Van az 18 méter is „Are mai degrabă 18 metri”;
- apel la asentiment:

hu  Hiszen ezt te is tudod! „Doar știi și tu asta!”;
- argumentare, convingere:

de  Was hat er denn schon anzubieten? fr  Que peut-il donc bien avoir à proposer? „Ce poate avea de propus?” – întrebare retorică la care vorbitorul știe răspunsul: „Nimic!”.
Particulele de nuanțare se pot găsi în toate tipurile de propoziții, dar cel mai frecvent în interogative, exclamative și volitive, putându-se referi la toată propoziția sau numai la un element al ei.

## Combinații de particule modale
Uneori, într-o propoziție sunt folosite două sau chiar trei particule modale:
- de  Was hat er denn schon anzubieten? fr  Que peut-il donc bien avoir à proposer? „Ce poate avea de propus?”;
- hu  Hát még ilyet! „Așa ceva!” – eprimare a mirării[7];
- hu  Most már aztán gyere el! „Ei, acuma vino!” – exprimare a nerăbdării[27].

## Particula modală și modalizatorul
În unele gramatici sunt incluse printre particulele modale și elemente pe care alți lingviști le numesc modalizatori sau adverbe modale. Într-adevăr, ele au în comun exprimarea atitudinii vorbitorului față de propriul său enunț, dar unii lingviști le delimitează, considerând modalizatorul o parte de vorbire aparte. Kugler, de exemplu, deosebește modalizatorul de particulă în general, nu numai cea modală, prin gradul lor de autonomie. Modalizatorul, pe lângă faptul că poate fi inclus într-o propoziție completă (hu  Géza biztosan eltalálta a célt „Cu siguranță, Géza a nimerit ținta”), poate constitui și singur o propoziție neanalizabilă, răspunzând la o întrebare totală, așa cum răspunde la o asemenea întrebare da sau nu: – Géza eltalálta a célt? – Biztosan „– Géza a nimerit ținta? – Cu siguranță”. Dimpotrivă, particula nu poate funcționa singură și nu răspunde la niciun fel de întrebare.